# Aeroporto Internazionale di Larnaca
L'aeroporto internazionale di Larnaca "Glafcos Clerides" è il principale aeroporto di Cipro, ed è situato ad 8 km a sud della città di Larnaca.
È dotato di un unico terminal aeroportuale.

## Storia
L'aeroporto è stato frettolosamente costruito nel 1974 dopo l'invasione turca di Cipro, che aveva forzato la chiusura dell'aeroporto internazionale di Nicosia.
L'aeroporto aprì i battenti l'8 febbraio 1975, con le sole strutture necessarie, quindi una pista (troppo corta per i jet) e dei prefabbricati per partenze e arrivi. La prima compagnia ad utilizzarlo è stata la Cyprus Airways con un Vickers Viscount 800.

## Statistiche
Questo grafico non è disponibile a causa di un problema tecnico.
Si prega di non rimuoverlo.
Vedi la query Wikidata di origine.